# Осредак (Сребреница)
Осредак је насељено мјесто у општини Сребреница, Република Српска, БиХ. Према попису становништва из 1991. у насељу је живјело 196 становника.

## Становништво 1991.
| Демографија | Демографија | Демографија |
| Година      | Становника  | Становника  |
| ----------- | ----------- | ----------- |
| 1948.       | 324         |             |
| 1953.       | 197         |             |
| 1961.       | 194         |             |
| 1971.       | 228         |             |
| 1981.       | 226         |             |
| 1991.       | 196         |             |
| 2013.       | 10          |             |